# Abbaye de Mortemer
L'abbaye Notre-Dame de Mortemer est une ancienne abbaye d'hommes cistercienne fondée en 1134 par le roi Henri Beauclerc entre Lyons-la-Forêt et Lisors dans l'Eure. Elle fut la première abbaye cistercienne de Normandie. La plupart des bâtiments d'origine datant des XIIe et XIIIe siècles sont à l'état de ruine et ont fait l'objet d’un classement au titre des monuments historiques en date du 20 décembre 1966. Le grand logis est une bâtisse du XVIIe siècle en bon état qui abrite le musée de l'abbaye.
L'abbaye est située dans la vallée du Fouillebroc. Son nom, du latin « Mortum-mare », est tiré de la topographie locale. Il doit être rapproché du suffixe -mer d'origine germanique: *mari / *meri au sens de « plan d'eau » le préfixe est tiré de Morte- au sens de « dormant », « stagnant », on le trouve, par exemple, dans Port-Mort.

## Historique

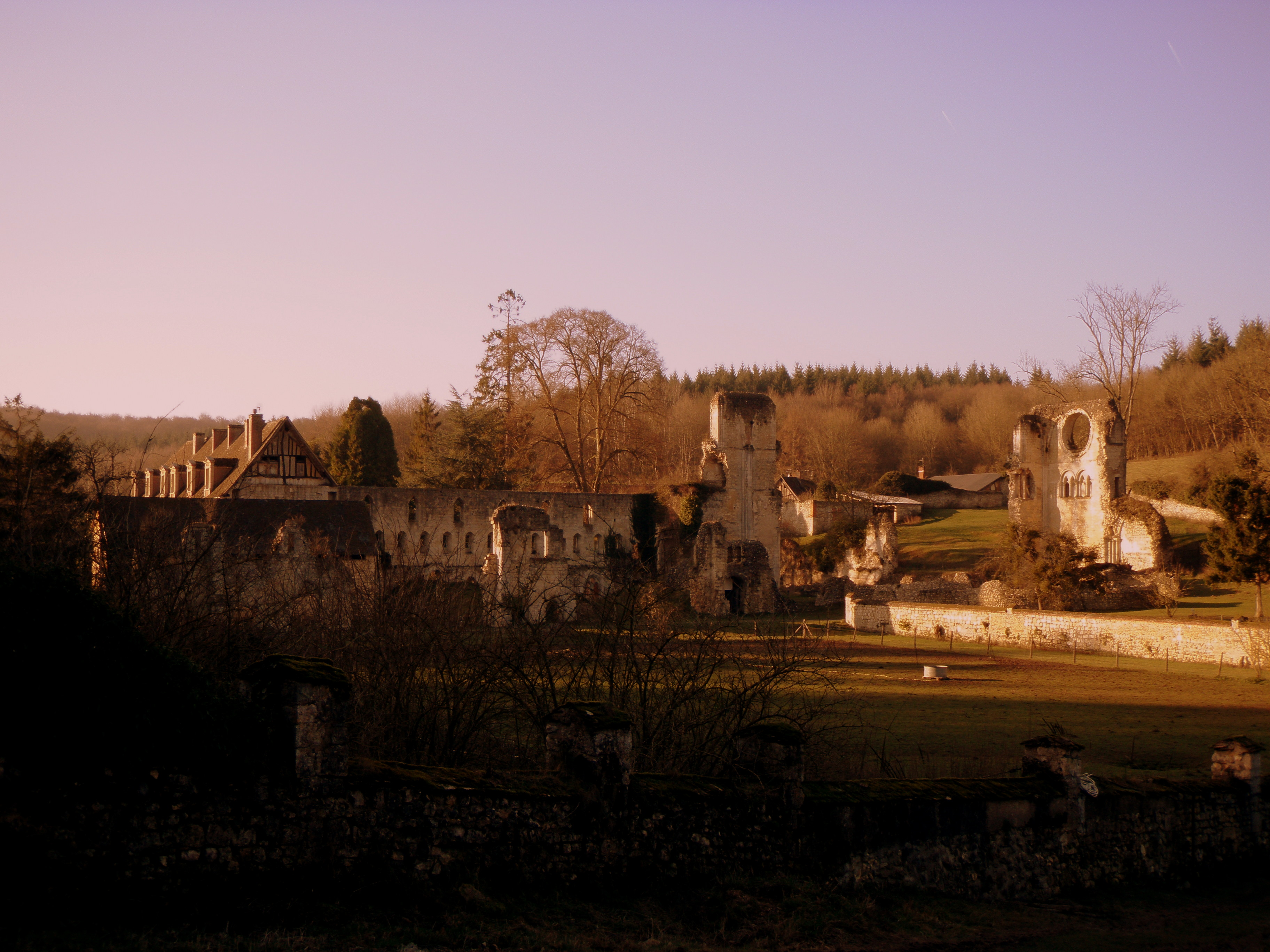
Ruines de Mortemer.

Son histoire est bien renseignée par une chronique dans un cartulaire rédigé sous l'abbatiat de  Guillaume Tholomée à la fin du XIIe siècle qui relate la vie des abbés jusqu'en 1205 et qui renseigne également sur les circonstances de la fondation de l'abbaye et de la construction du monastère,.
Robert de Candos, châtelain de Gisors, fonde en 1130 le monastère de Beaumont-le-Perreux (canton de Gisors), à l'instigation et avec l'aide de Guillaume, abbé du Pin (Vienne), suivant les coutumes de l'ordre de Cîteaux, mais sans affiliation à cet ordre. L'abbé Alexandre se retire en 1134 avec sa communauté dans le site de l'abbaye de Mortemer, près d'un étang. Henri Ier Beauclerc d'Angleterre fait construire les premiers bâtiments et donne à l'abbaye une terre dans la lande de Beauficel pour y construire une grange.
En 1137 l’archevêque de Rouen affilie l'abbaye à l'ordre de Cîteaux, sous la dépendance de l'abbaye d'Ourscamp qui nomme désormais les abbés de Mortemer. Le roi Étienne (1135-1153) et l'impératrice Mathilde lui donnent un ermitage à Bosquentin.
Enguerran de Vascœuil fait édifier une infirmerie, une maison des convers, un dortoir et un réfectoire. Froger commence le cloitre qu'il achève sur trois côtés et fait construire la chapelle de l'infirmerie dédiée à saint Jean l'évangéliste. L'impératrice Mathilde fait construire « deux hôtelleries de grande capacité ». Geoffroy de La Chaussée abbé de 1164 à 1174, fait construire un mur autour de l'abbaye.
La construction de l'église s'étale sur plusieurs années entre 1154 et 1200. Sa construction commence sous l'abbatiat d’Étienne (1154-1163). Henri II, roi d’Angleterre et sa mère Mathilde entreprennent la construction de l'église. Les travaux se poursuivent et Richard de Blosseville, issu d'une famille noble normande, d'abord abbé du Valasse, puis abbé de Mortemer de 1174 à 1180 jette les fondations et avance les travaux du chevet de l'église. L'église est achevée totalement par Guillaume Tholomée, abbé de 1180 à 1200.
C'est seulement en 1209, après la conquête de la Normandie par Philippe-Auguste que le sanctuaire principal est dédicacé par Robert Poulain, archevêque de Rouen. La cinquantaine de moines (tout au plus) qui y résidaient, vivaient en totale autarcie et possédaient des terres dans la région.
L'abbaye connait alors son apogée. Les chartes du XIIIe siècle montrent l'importance des acquisitions et des dons de terres. Philippe Auguste, après la conquête de la Normandie, reconnaît les titres de l'abbaye. celle-ci possède alors des maisons à Paris et à Rouen. Le nombre de moines s'accroît. En 1318, l'abbaye reçoit le droit de prison. Son importance se maintient durant tout le XIVe siècle. Guillaume d'Autun, abbé de 1405 à 1428, représente en 1412 l'ordre cistercien au concile de Constance. Durant la guerre de Cent Ans, les troupes anglaises assiégeant Gisors, séjournent à Mortemer. L'abbé Guillaume Girard fait décorer la chapelle Saint-Jean-Baptiste. Un palais abbatial est construit par l'abbé Louis Huillard.
De sa fondation à son apogée, l'abbaye de Mortemer joua un rôle économique important, comme l'atteste le nombre des granges, Beauficel, La Lande, Bosquentin, Rosay, Charleval, Gallarbois-Cressenville, Écouis, Pommiers, Fontenay, Quesneger. L'abbaye possède également des fiefs avec manoir à Bosquentin, Vaux, au Roule, au Montroti, des églises à Verclives, Grainville, Puchay et des moulins. Ces possessions sont essentiellement proches de l'abbaye; s'y ajoutent quelques possessions dans la vallée de la Seine et dans le Beauvaisis, ainsi que des maisons à Rouen, Beauvais et Paris ce qui atteste son rayonnement à cette époque.
Le moine Philippe d'Alcripe est connu pour être l'auteur de La Nouvelle Fabrique des excellents traits de vérité.
En 1543, l'abbaye passe sous le régime de la commende et commence à décliner. Les guerres de la Ligue causent de graves dommages à l'abbaye (ce point est controversé). La mauvaise administration des abbés commendataires et notamment de l'abbé Philippe de La Fontaine, conduit en 1653 le Parlement de Normandie à saisir les revenus pour faire exécuter les réparations indispensables. Cette décision sera suivie de suivantes, les travaux n'ayant pas été effectués. En 1680, à cause d'un coup de vent violent, la chute des plombs couvrant la toiture du clocher de l'église abbatiale entraîna l'écroulement des voûtes du chœur. Les voûtes sont alors recouvertes d'une charpente lambrissée. En 1695 une partie des combles et les charpentes du « dortoir » est déjà écroulée. Les murs de clôture s'écroulent et le moulin est détruit à cause d'une inondation provenant de la fonte des neiges. En 1770, il ne reste que six moines à l'abbaye. Pourtant d'importantes réparations sont faites, notamment, sur l'église avec en particulier la reconstruction des voûtes en brique et pierre,,.

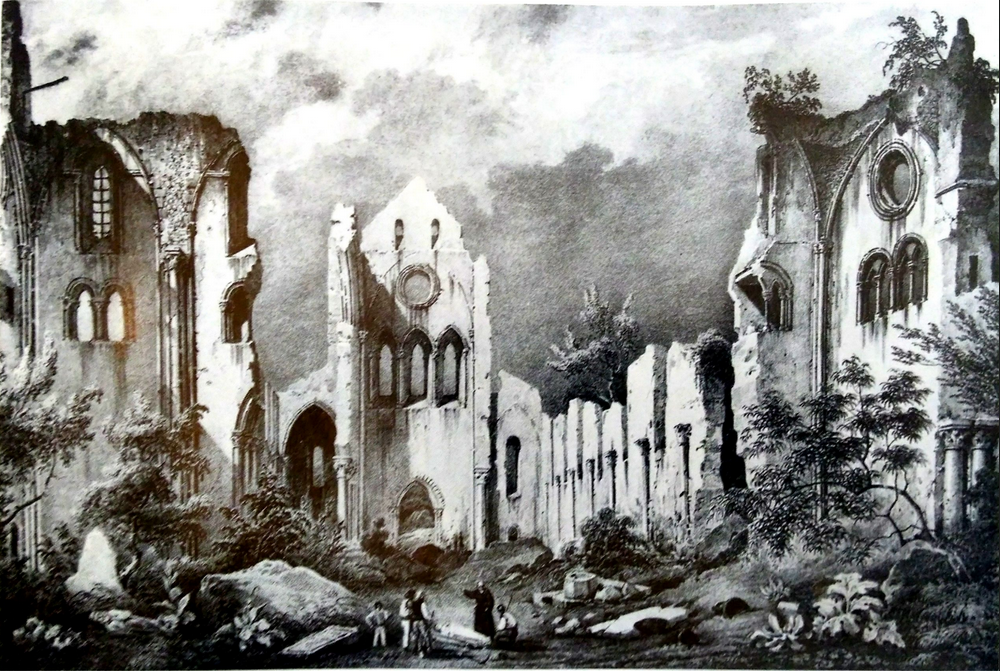
Mortemer, ancienne abbaye. Vue de l'église au XIXe siècle.

L'abbaye cesse d'exister officiellement le 11 janvier 1791, par une déclaration en municipalité de Lyons-la-Forêt. Les cinq religieux qui restaient rejoignirent un établissement de Champagne. Le mobilier conventuel fut dispersé dans les églises des environs. Le 17 août 1793, la municipalité d'Écouis se porte acquéreur des stalles et du pavage de l'église, le maitre autel est attribué aux Andelys. Des stalles ont été dispersés à Écouis, Lilly, Fleury-la-Forêt, Lorleau et peut-être aussi à Lyons-la-Forêt. Un lutrin en forme d'aigle fut acheté en 1791 par un sieur Dejonquère demeurant à Lyons-la-Forêt qui le donna en 1795 ou 1802 à l'église de Lyons où il se trouve aujourd'hui. Les grilles de l'abbaye furent transportées à l'entrée du couvent des Cordeliers de Lyons. L'église de Lisors conserve un confessionnal, deux chandeliers en bois sculpté ainsi que les grilles de clôture du chœur,.
L'abbaye elle-même fut vendue comme bien national à un sieur Louis-André Duval, qui participa à son au déclin en vendant les pierres de taille composant l'église, ainsi que l'aile Est des bâtiments conventuels, pour la construction de maisons locales. Lors d'une revente à un sieur Carpentier en 1808, celui-ci pratiqua l'exploitation comme carrière.
Ensuite l'abbaye fut revendue plusieurs fois jusqu'en 1985, année au cours de laquelle l'Association de l'abbaye de Mortemer en devint propriétaire. L'aile sud abrite désormais un musée consacré à la vie des moines et de nombreux spectacles y sont organisés tout au long de l'année.

## Filiation et dépendances
L'abbaye de Mortemer est fille de l'abbaye Notre-Dame d'Ourscamp et mère de l'abbaye du Valasse et de l'abbaye du Val-Richer. Le prieuré de Port-Mort en relève par ailleurs.

## Liste des abbés
- 1134-1138 : Alexandre Ier
- 1138-1154 : Adam[N 1], moine anglais d'Ourscamp.
- 1154-1164 : Étienne Ier
- 1164-1174 : Geoffroy Ier de La Chaussée
- 1174-1179 : Richard Ier de Blosseville[N 2]
- 1179-1202 : Guillaume Ier Tholomée[N 3]
- 1202-1220 : Humbert
- 1220-1226 : Vitale
- 1226-1228 : Osmond
- 1228-1242 : Richard II
- 1242-1262 : Eudes
- 1262-12?? : Raoul
- 12??-12?? : Maurice
- 12??-1287 : Geoffroy II de Saint-Samson
- 1287-1301 : Robert Ier d'Hermanville
- 1301-13?? : Robert II de Crescenteville
- 13??-13?? : Nicolas Ier de Villerets
- 13??-1325 : Nicolas II
- 1325-13?? : Jean Ier
- 13??-1387 : Robert III Dupuis
- 1387-1404 : Guillaume II Thouroude
- 1404-1405 : Matthieu Pillaert
- 1405-1428 : Guillaume III d'Autun[N 4]
- 1428-1458 : Guillaume IV Thouroude
- 1458-1473 : Jean II Boulanger
- 1473-1503 : Pierre Ier Guymier
- 1503-1507 : Blaise
- 1507-15?? : Charles Ier du Haubois
- 15??-1511 : Pierre II de Roncherolles († 1525)
- 1511-1517 : Jacques de Castignolles
- 1517-1520 : Jean III Sanguin de Livry
- 1520-1543 : Louis Ier Huillard
- 1543-1550 : Louis II de Roncherolles
- 1550-1571 : Pierre III de Marcilly
- 1571-1610 : Jean IV du Bec-Crespin
- 1610-1632 : René du Bec-Crespin
- 1632-1636 : Alexandre II des Marets
- 1636-1666 : Philippe de La Fontaine
- 1666-1672 : Pierre IV de Mornay de Villarceaux
- 1672-1703 : cardinal Pierre V de Bonzi
- 1703-1719 : Denis-François Bouthillier de Chavigny
- 1719-1721 : Vacance
- 1721-1723 : Étienne II Joseph de La Fare
- 1723-1729 : Martin de Ratabon
- 1729-1756 : Charles II de Beaupoil de Saint-Aulaire
- 1756-1782 : cardinal César-Guillaume de La Luzerne
- 1782-1792 : Thomas-Pierre-Antoine de Boisgelin de Kerdu

Source : Gallia Christiana

## Architecture et description

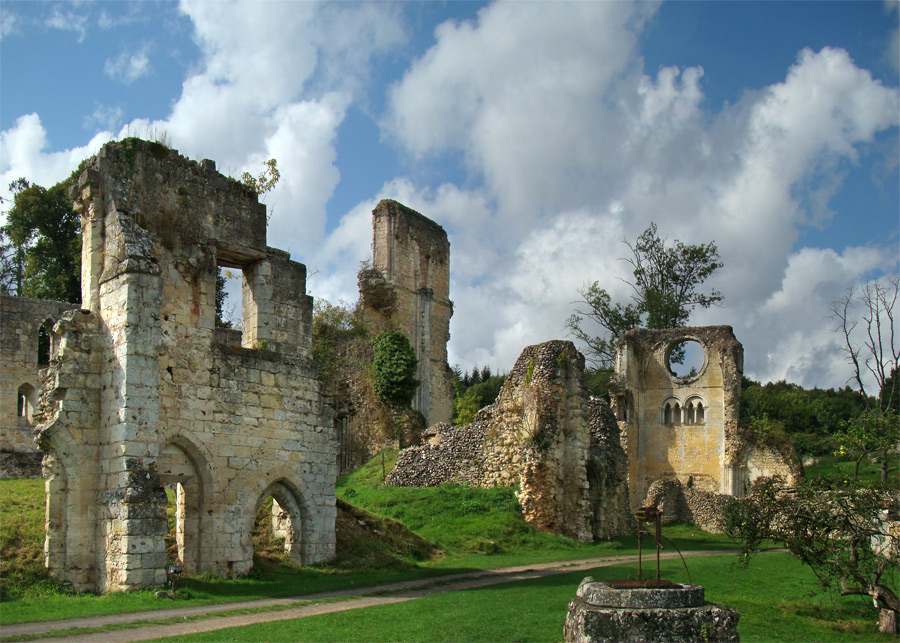
Ruines de l'abbatiale.

- L'église abbatiale (en ruine), située au nord du cloître, était très vaste (87 mètres de long et 26 mètres de large, 42,30m au niveau des transepts, dans sa plus grande largeur) et avait été érigée en plusieurs étapes qui sont plus ou moins connues[10]. Des fouilles en ont dégagé les substructions. La nef composée d'un vaisseau central et de deux bas-côtés sur huit travées, ainsi qu'une partie du transept ont été construites vers 1154 - 1163 sous l'abbatiat d'Étienne. Le chœur avait sept chapelles rayonnantes desservies par un déambulatoire en style gothique datables des abbatiats de Richard et de Guillaume (1174 - 1205). L'ensemble était construit avec des matériaux de qualité médiocre. Silex noyé dans du mortier avec parement en pierre de Vernon. Le toit était couvert de tuiles, et le clocher en bois recouvert de plomb. Le sol était couvert de pavés de carreaux de céramique[7]. En revanche, l'ornementation, comme dans tout monastère cistercien, était très sobre : les chapiteaux par exemple étaient simplement décorés de feuilles d'eau. Au sud, près de la porte donnant sur le cloître, on peut voir un enfeu du XIIe siècle.
- Le cloître est réduit à sa galerie nord en brique et calcaire d'époque tardive, XVIIIe siècle. Les trois galeries du cloître construites sous l'abbé Étienne n'ont laissé comme seule trace qu'un corbeau sur la façade de l'aile des moines. Il est néanmoins probable que le cloître originel se composait d'un stylobate en pierre avec charpente voûtée lambrissée[10]. Il mesure 39 m de côté avec des galeries de 5 m de large environ.
- Le dortoir, situé dans le prolongement du transept Sud de l'église et également ruiné, ne conserve qu'une petite salle voûtée, la sacristie et son mur Ouest. La salle capitulaire se situait au même niveau que la sacristie et on note encore ses trois baies. Au-dessus se trouvait le grand dortoir, d'où le nom de l'ensemble.
- Le cellier, à l'extrémité Sud, était peut-être originellement une salle de travail de l'abbaye. Il est voûté en plein-cintre.
- Le colombier est en calcaire et a été remanié au XVIIe siècle, cependant il conserve des maçonneries du XIIe siècle. C'est un témoin du privilège droit de Colombier du clergé et de la noblesse normande dans l'ancienne coutume de Normandie.
- La porterie est construite selon le mode usuel : un passage charretier et un passage piéton qui sont voûtés et reposent sur des arcades à impostes moulurées du XIIe siècle. Le frère portier était comme ailleurs le moine le plus important de l'abbaye après le père abbé.
- Les bâtiments de la ferme entourent la porterie.
- Le grand logis est une bâtisse du XVIIe siècle, où se trouve le musée de l'Abbaye[11].

## Propriétés, revenus
- Fief de Mortemer[12].

## L'abbaye aujourd'hui
L'abbaye accueille chaque jour des visiteurs pour une visite culturelle et une découverte de l'histoire de la région. Le musée de l'abbaye abrite notamment quelques vestiges de l'histoire de Normandie liés à l'abbaye, et le parc retrace grandeur nature l'histoire des ducs de Normandie au travers d'un parcours de sculptures de Vytas Kraujelis que l'on peut découvrir lors de visites guidées.

## Légendes de Mortemer

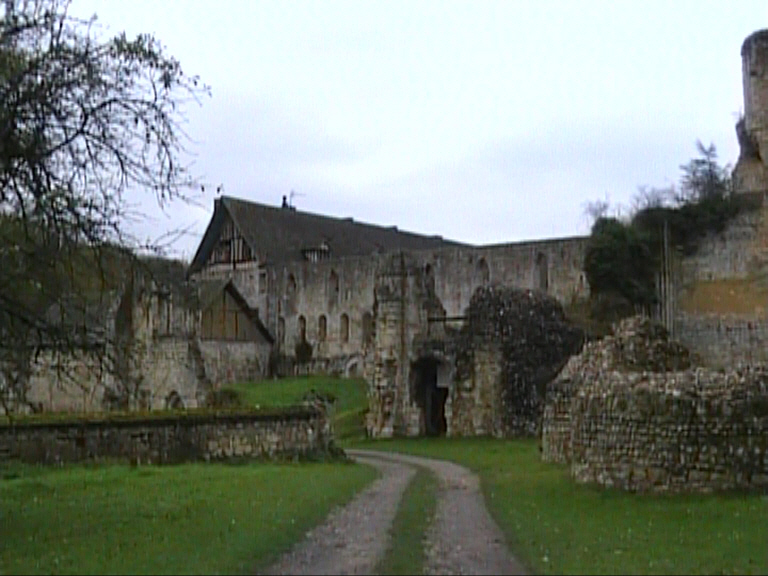
Vue sinistre des ruines de l'abbaye.

Plusieurs légendes sont actuellement attachées à l'abbaye qui s'est vu attribuer le titre « d'abbaye la plus hantée de France ». Un exorcisme s'y serait déroulé en 1921 et un ouvrier agricole aurait été terrorisé par des bruits nocturnes dans les années 1960.
À partir de 1985, date de la création du musée des légendes et fantômes dans les sous-sols de l'abbaye, surgissent plusieurs légendes : apparition d'une dame blanche qui serait le spectre de Mathilde l'Emperesse, rencontre d'un métayer avec une garache qui était sa propre femme, présence d'un goublin prenant l'apparence d'un chat, apparition dans les forêts des alentours des fantômes des quatre moines massacrés pendant la Révolution et propriétés matrimoniales attribuées à l'ancien lavabo des moines, rebaptisé « fontaine des Célibataires ».
Bien que ces légendes, publiées dans un petit ouvrage en 1986, soient largement reprises dans des ouvrages récents sur les fantômes, dans les blogs consacrés au paranormal, voire dans des émissions de télévision, on n'en trouve aucune trace antérieure à la mise en avant de la hantise du site par ses propriétaires à partir de 1985. L'abbaye de Mortemer fut au cœur de l'actualité paranormale dans les années 1990, lorsqu'une journaliste du nom de Muriel Motte prétendit avoir photographié, à plusieurs reprises, un spectre hantant les ruines la nuit. En octobre 2011, une équipe de l'émission de télévision RIP démystifie le cliché en démontrant qu'il ne s'agit que d'un effet de paréidolie des restes du transept de l'abbatiale, éclairé par un projecteur.

## L'abbaye de Mortemer dans les arts et la culture
Rita Belkhayat et Christophe Hermier ont publié 1985 - La disparue de Sainte-Catherine, roman fantastique réaliste, teinté de SF et de romance, dont de nombreuses scènes se déroulent entre l'abbaye de Mortemer, la Fontaine Sainte-Catherine, Lyons-la-Forêt et Rouen. Paris, Éditions Complicités, 2024, 164 p.  (ISBN 978-2-386-47079-0)

## Galerie

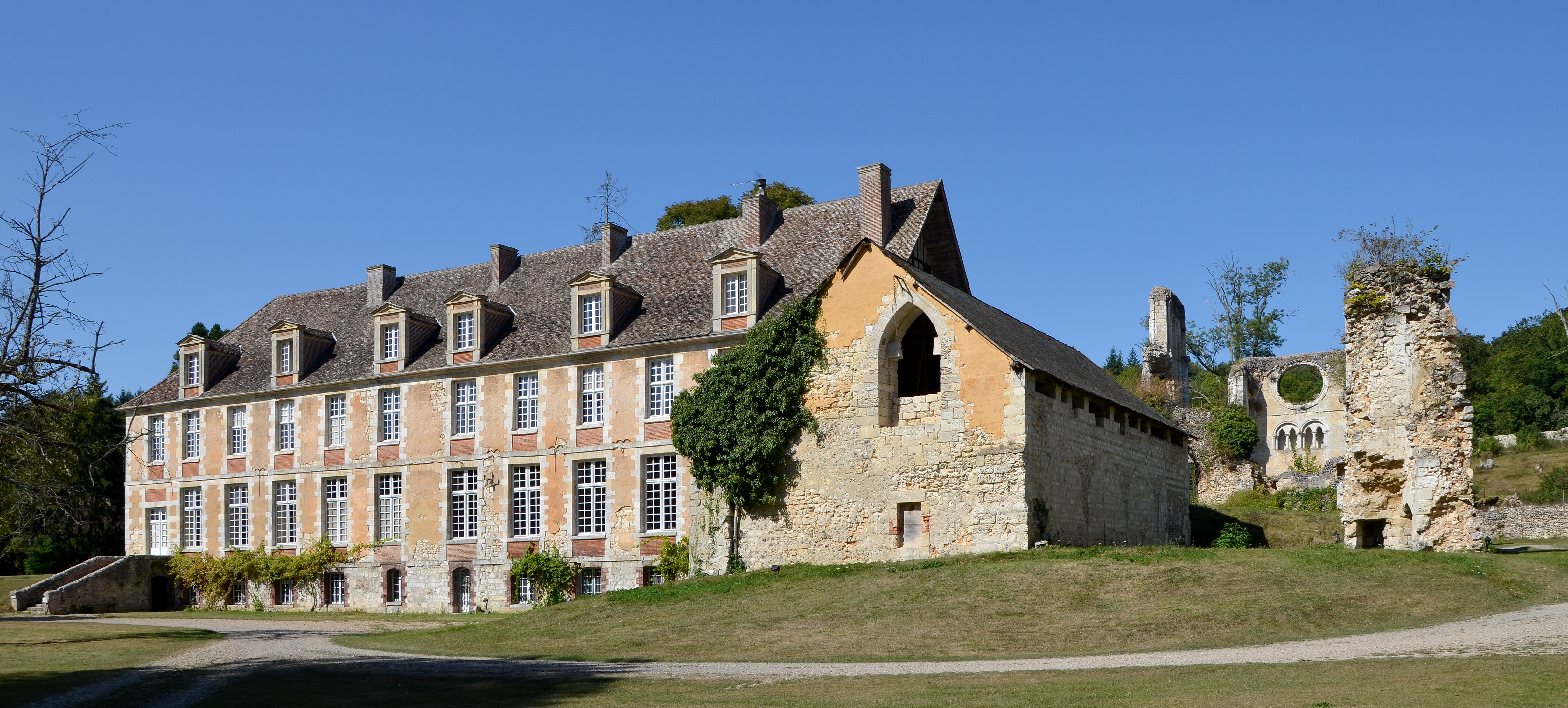
Vue d'ensemble.
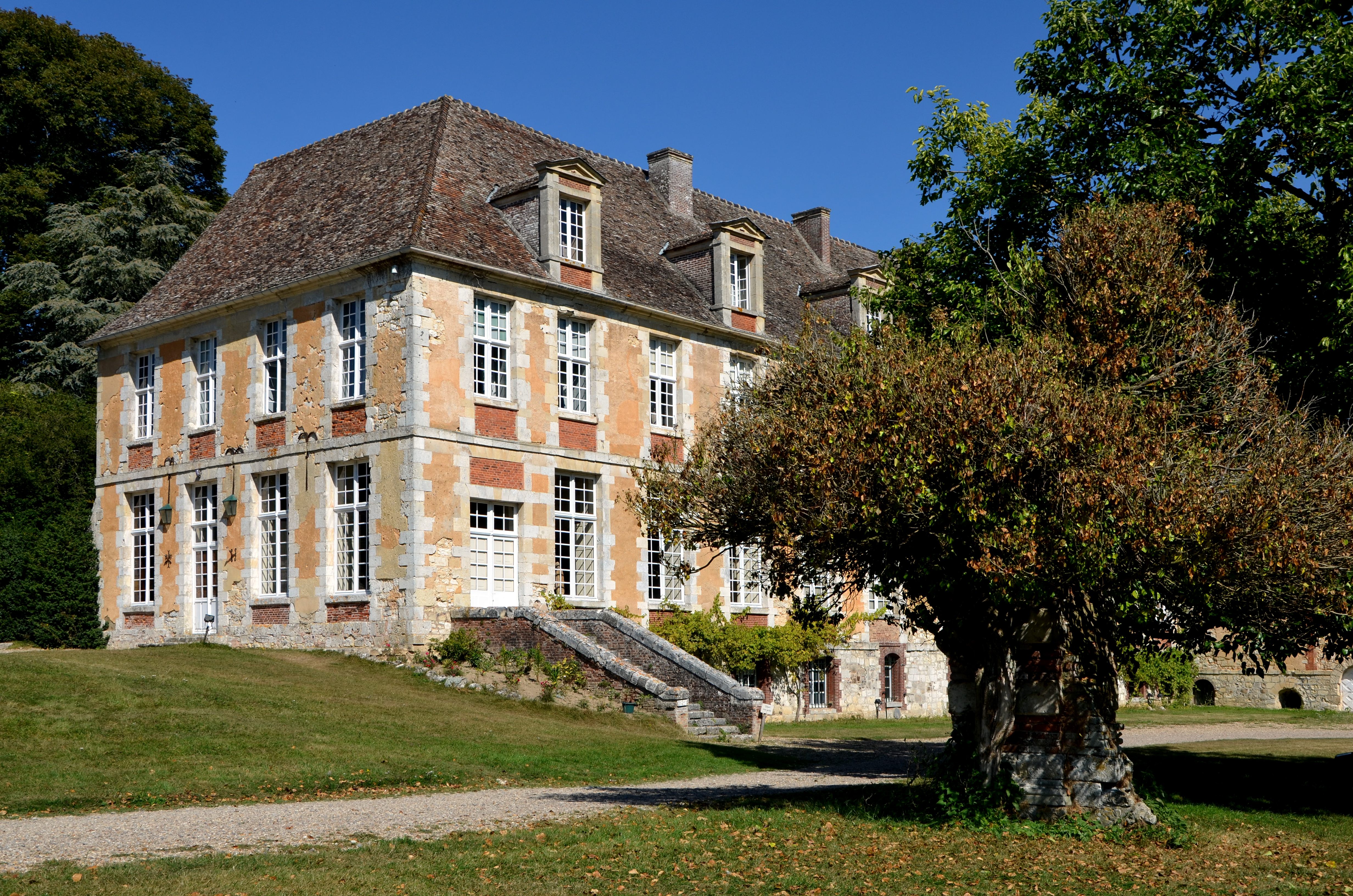
Le grand logis.
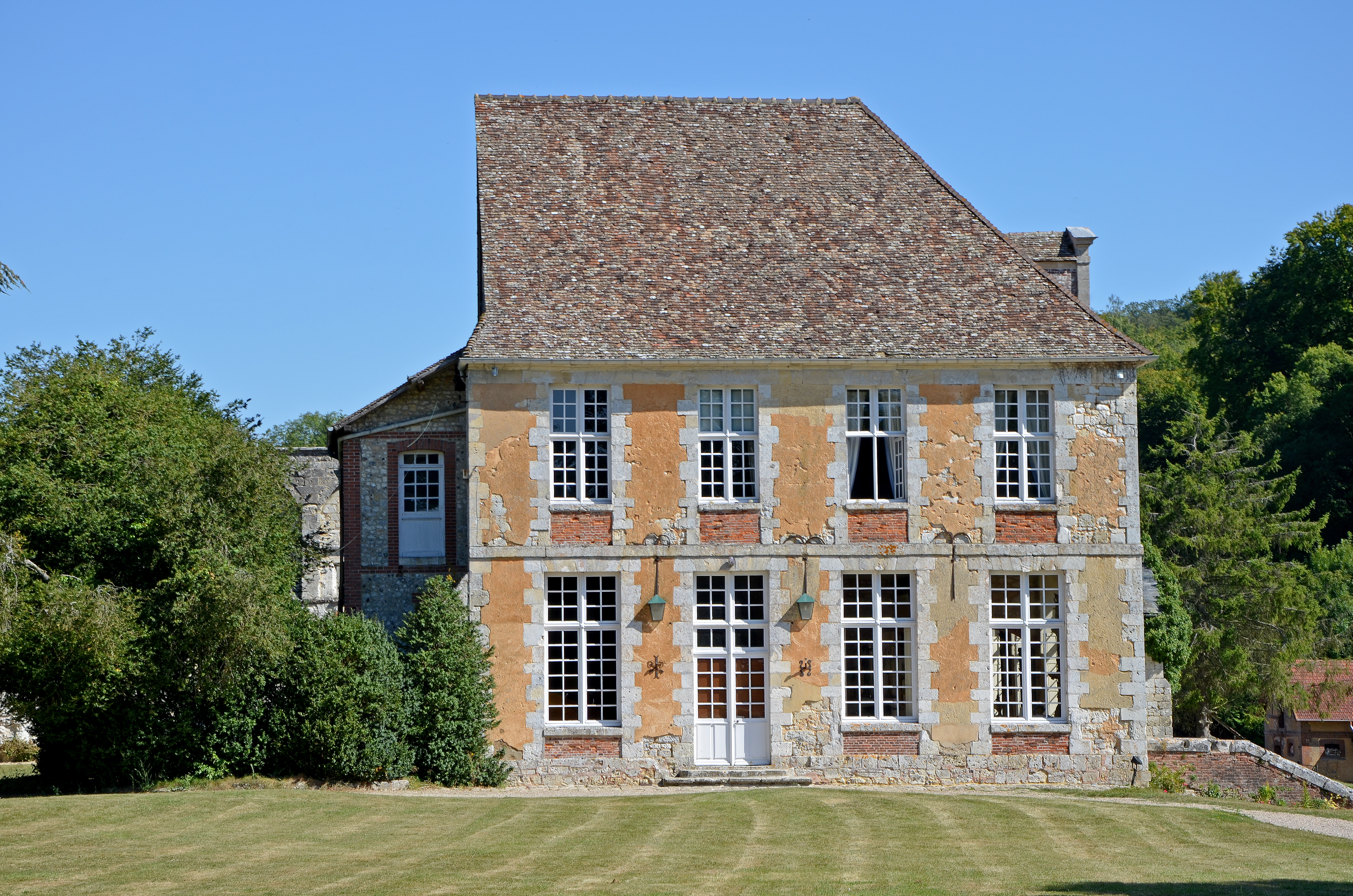
Le grand logis vu de côté.
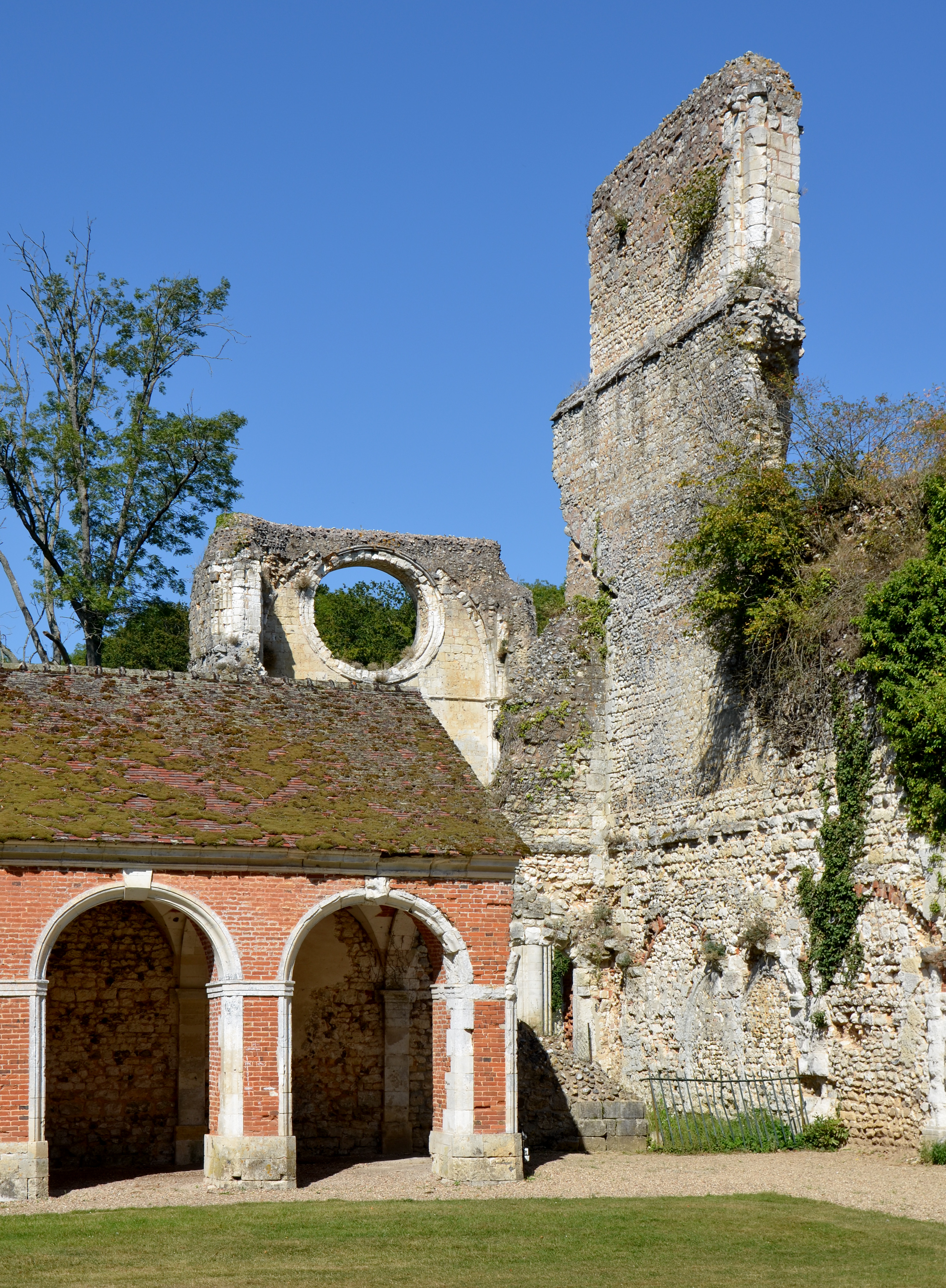
Une partie de l'aile du cloitre et murs du transept
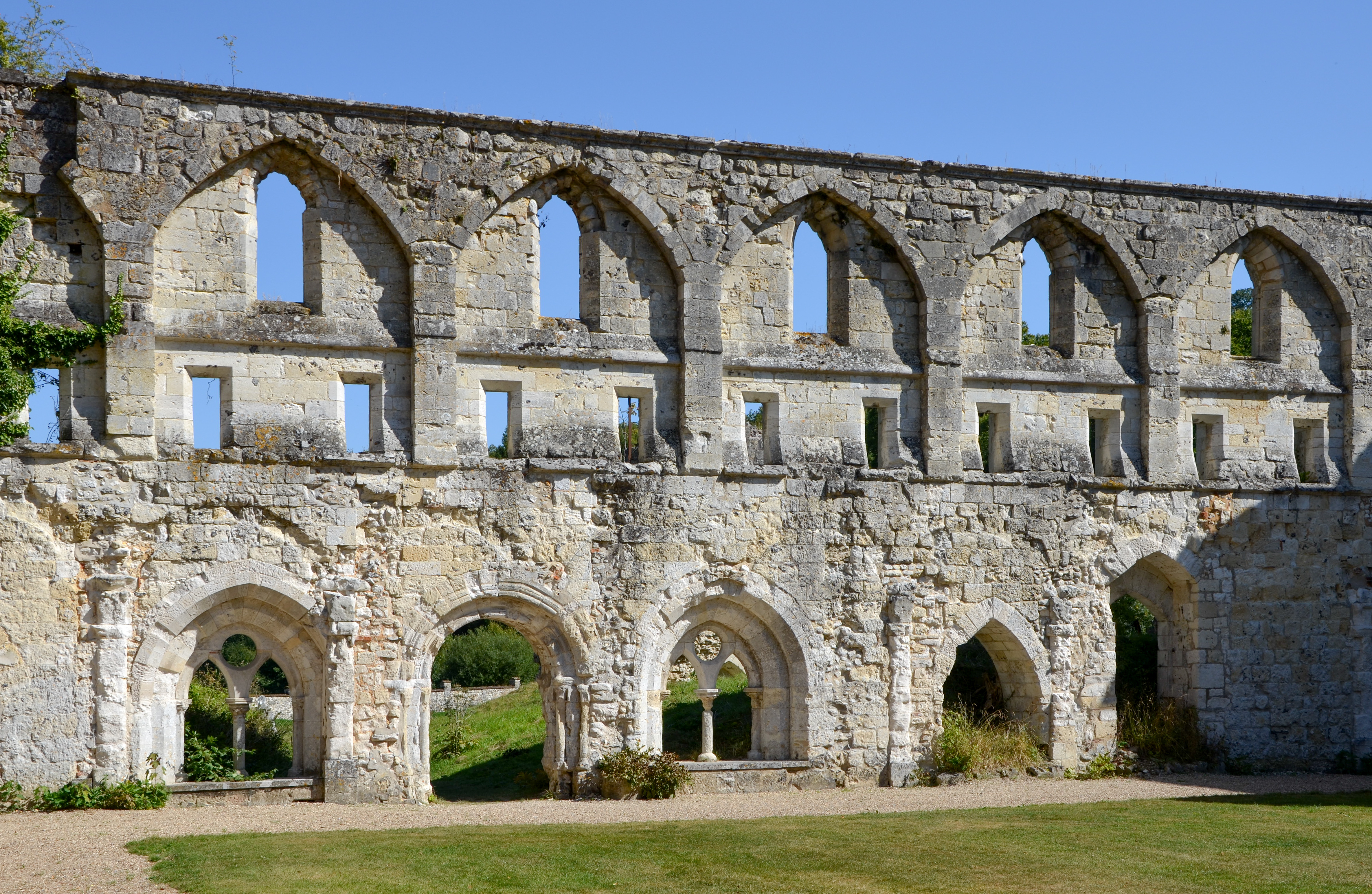
Ruines de l'abbatiale.
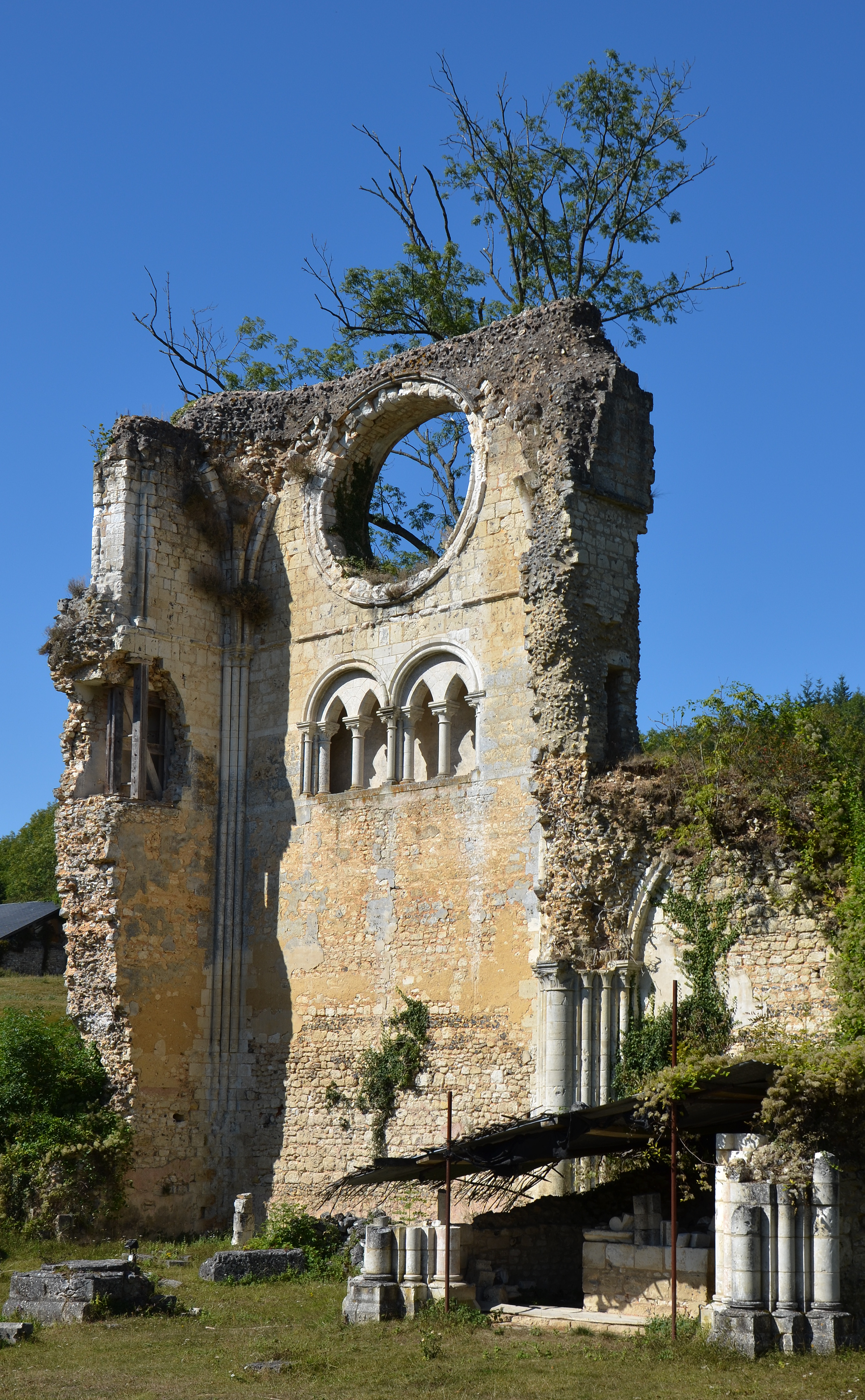
Mur nord du transept de l'abbatiale.
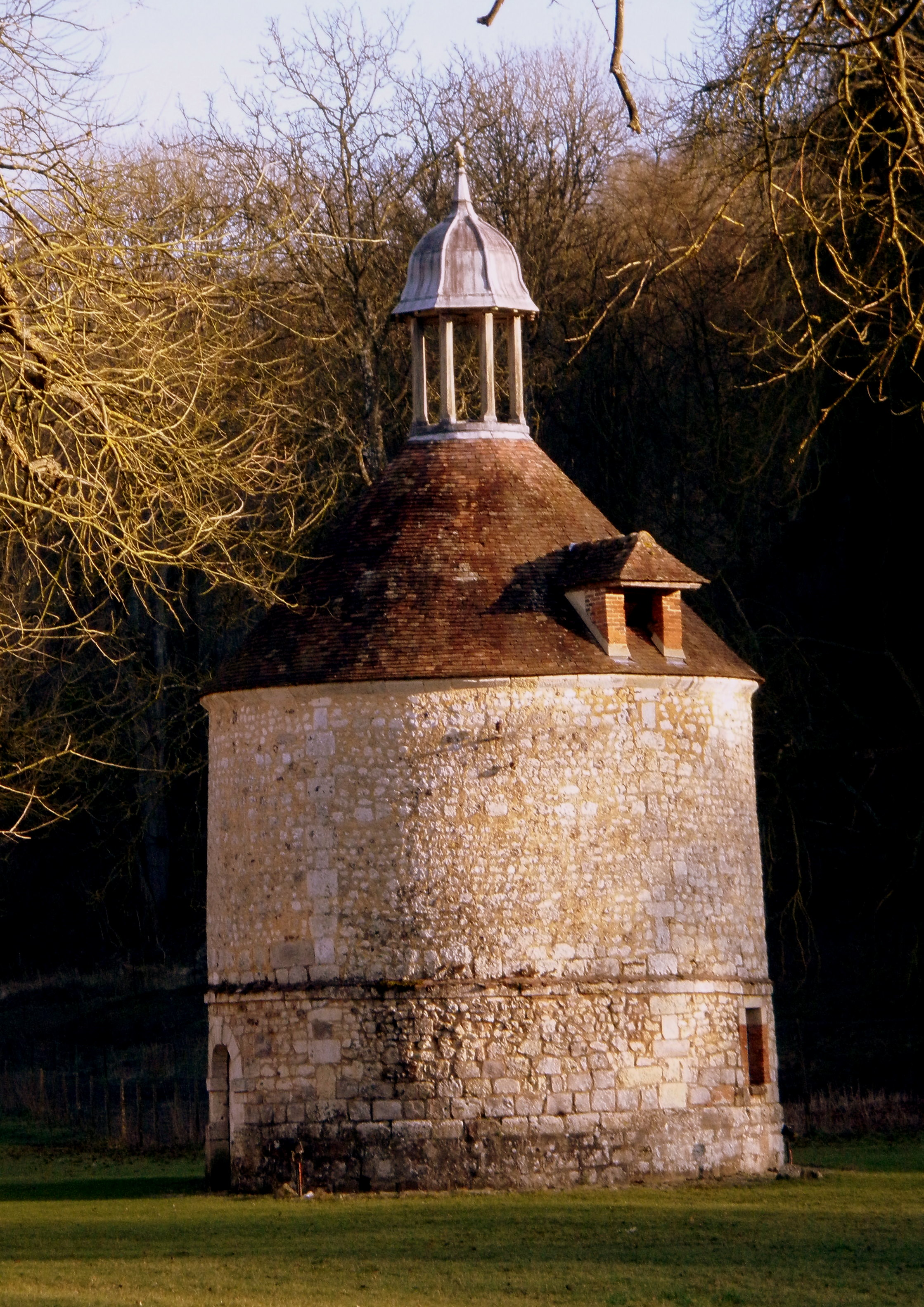
Le colombier dans le parc.